# Lilla Öjasjön, Småland
Lilla Öjasjön är en sjö i Högsby kommun i Småland och ingår i Emåns huvudavrinningsområde. Sjön har en area på 0,0711 kvadratkilometer och ligger 177,3 meter över havet.

## Delavrinningsområde
Lilla Öjasjön ingår i det delavrinningsområde (634374-149702) som SMHI kallar för Mynnar i Nötån. Medelhöjden är 157 meter över havet och ytan är 35,91 kvadratkilometer. Det finns inga avrinningsområden uppströms utan avrinningsområdet är högsta punkten. Skärvån som avvattnar avrinningsområdet har biflödesordning 3, vilket innebär att vattnet flödar genom totalt 3 vattendrag innan det når havet efter 72 kilometer. Avrinningsområdet består mestadels av skog (89 procent). Avrinningsområdet har 1,59 kvadratkilometer vattenytor vilket ger det en sjöprocent på 4,4 procent.